# FK Železnik Beograd
Fudbalski klub Železnik (srpski: Фудбалски клуб Железник) je nogometni klub iz Beograda, Republika Srbija. 

## O klubu
Klub je osnovan 28. svibnja 1930. u beogradskom predgrađu Železnik, koji će poslije postati dijelom grada, pod nazivom Železnički SK. 1961. godine klub se spaja s klubom "Napredak". Između 1963. i 1967. godine klub je nastupao u Srpskoj ligi – Sjever, a potom u niželigaškim natjecanjima. 
 
U 1990-im klub postiže uspjehe. U sezoni 1994./95. osvaja Srpsku ligu – grupa Sjever, gdje ostvaruje plasman u Drugu ligu SR Jugoslavije, a od 1996./97. igra u Prvoj ligi SRJ i Srbije i Crne Gore (1996./97. u 1. B ligi, a kasnije u najvišoj ligi). 

U sezoni 2003./04. osvaja treće mjesto u Prvoj ligi Srbije i Crne Gore, a u sezoni 2004./05. godine i kup, ali su te godine klub snašli financijski problemi te je došlo do spajanja s "Voždovcem", koji je nastavio natjecanje u Prvoj ligi. 
 
Klub je kasnije nanovo pokrenut, te je pod nazivom Železnik, Železnik Lavovi, Železnik Lasta, Železnik 1930 igra u Prvoj beogradskoj ligi, Beogradskoj zoni i Srpskoj ligi Beograd. 
 
Godine 2015. klub se spojio s "Radničkim" iz Novog Beograda, a kao Železnik 1930. nastavlja natjecanje u najnižoj ligi od 2020. godine.

## Uspjesi
Kup Srbije i Crne Gore
- osvajač: 2004./05.

Prva liga SiCG
- 3. mjesto: 2003./04.

Srpska liga – Sjever
- prvak: 1994./95.

Prva Beogradska liga
- pvak: 2010./11.

## Poznati igrači
- Marko Dević
- Oliver Kovačević
- Marko Lomić

## Poveznice
- srbijasport.net, FK Železnik, profil kluba
- Nenad Lukić, Fudbal u Železniku 1930—1982, Beograd, 2022. – FK Železnik Beograd
- FK Radnički Beograd
- FK Voždovac Beograd